# 黃元會
黃元會（1577年—1627年），字經甫，號陽平，南直隸蘇州府太倉州人，明朝政治人物。

## 生平
万历四十年壬子科應天乡试舉人，四十一年（1613年）癸丑科進士，初授工部都水司主事，累迁至工部郎中。四十七年（1619年），升江西南昌府知府。天启二年（1622年），升为江西按察副使，調提學副使。五年（1625年），升山东右参政，分守东昌道。六年，升江西按察使，七年卒官，年五十一。

## 著作
著有《仙愚馆集》。

## 家族
祖父黄潮，號秋田。父黄汝良，號娄川。嫡母姜氏，生母陆氏，皆赠恭人。元配徐氏，累封恭人，生子黄锴；妾陳氏生子黄錥。孫宗宪、宗直、宗勉。

## 引用
1. ↑  《考古》1987年第3期《苏州太仓县明黄元会夫妇合葬墓》：棺盖棺布上正楷墨書：嘉議大夫江西按察使陽平黄公柩、明江西按察使陽平黄公元配誥封徐恭人柩。
2. ↑  万历四十七年三月，升工部郎中黄元会知江西南昌府。
3. ↑  天启二年二月，升南昌府知府黄元会为本省按察司副使。
4. ↑  天启二年十一月，调江西清军副使黄元会为提学副使。
5. ↑  天启四年正月，留任江西提学道按察司副使黄元会，照旧管事。
6. ↑  天启五年正月，升江西按察司副使黄元会为山东布政使司右参政分守东昌道
7. ↑  天启六年十一月，升山西右布政使耿如仁为陕西左布政使，山东按察司副使张维世为河南布政使司右参政，江西布政使司右参政黄元会为本省按察使。
8. ↑  《考古》1987年第3期《苏州太仓县明黄元会夫妇合葬墓》：地劵板，用朱砂書冩正楷小字，文内記云：維大明崇禎肆歲口辛未……太倉城東南……孝信黄錯以父生于萬曆伍年丁丑廿六日午時，殁于天啓柒年丁卯拾口口……